# Chiyonofuji Mitsugu
Chiyonofuji Mitsugu (千代の富士 貢 Thiên Đại Chi Lôi Sĩ Cống), tên thật là Akimoto Mitsugu) sinh ngày 1 tháng 6 năm 1955, tại Hokkaido, Nhật Bản. Ông là một cựu vô địch đô vật sumo và là người thứ 58 đạt danh hiệu Yokozuna của môn thể thao nay. Sau khi giải nghệ, ông là huấn luyện viên trưởng của sàn tập Kokonoe cho đến khi qua đời.
Chiyonofuji là một trong những Yokozuna thành công nhất trong thời gian gần đây, từng giành 31 chức vô địch của các giải đấu, đứng vị trí thứ hai chỉ sau Taiho. Ông còn nổi tiếng với thời gian giữ ngôi vô địch sumo, đặc biệt là trong thời gian 10 năm từ 1981 đến 1991. Ông cũng từng thắng nhiều giải đấu trong giai đoạn sau 30 tuổi hơn bất kì đô vật nào khác và chỉ nghỉ hưu khi đã tiến gần hơn vào tuổi 40, ngược lại với các Yokozuna gần đây thường có xu hướng nghỉ hưu khi vào khoảng 30 tuổi.
Chiyonofuji từng giành được 1.045 trận thắng trong sự nghiệp thi đấu chuyên nghiệp của mình, một kỷ lục mà cho đến gần đây (2009) vẫn chưa chưa ai phá được. Một kỷ lục khác của ông là đạt được 807 trận thắng, cao nhất trong nhóm Makuuchi và giữ vững trong 19 năm, cho đến khi bị Kaiō phá vỡ vào tháng 1 năm 2010.
Trong một môn thể thao mà trọng lượng thường được coi là rất quan trọng, Chiyonofuji được xem là khá nhẹ với trọng lượng chỉ khoảng 120 kg. Chính vì vậy, ông hầu như dựa vào kỹ thuật cao và sức mạnh cơ bắp để đánh bại đối thủ. Ông là Yokozuna nhẹ nhất sau đô vật Tochinoumi trong thập niên 1960.